# Patrick Aisa
Patrick Aisa (6 luglio 1994) è un calciatore papuano, attaccante del Port Moresby.

## Carriera

### Club
Gioca dal 2014 al 2015 all'Eastern Stars Milne. Nel 2015 si trasferisce al Port Moresby.

### Nazionale
Debutta in Nazionale il 12 ottobre 2014, nell'amichevole Filippine-Papua Nuova Guinea, terminata 5-0 per i padroni di casa. Partecipa alla Coppa d'Oceania 2016, in cui gioca la gara casalinga contro le Samoa, vinta 8-0.